# Норвешки Нобелов комитет

Норвешки Нобелов комитет (норв. Den norske Nobelkomité) сваке године бира добитнике Нобелове награде за мир у име имања шведског индустријалца Алфреда Нобела, на основу упутстава Нобеловог тестамента.
Норвешки парламент именује пет чланова Нобеловог комитета. Алфред Нобел је тестаментом задужио парламент Норвешке да изабере добитнике Нобелове награде за мир. У то време, Норвешка и Шведска су биле у лабавој персоналној унији. Упркос томе што своје чланове именује парламент, одбор је приватно тело задужено за доделу приватне награде. Последњих деценија већина чланова одбора били су пензионисани политичари.
Норвешки Нобелов институт као његов секретаријат помаже Нобеловом Комитету. Комисија се састаје у згради института, где се и проглашава победник. Од 1990. године, церемонија доделе награда се одржава у Градској кући Осла.

## Историја
У децембру 1896. године умро је Алфред Нобел. У јануару 1897. откривен је садржај његовог тестамента који је написано још 1895. године  Он је изјавио да Нобелову награду за мир треба доделити „особи која је учинила највише или најбоље дело за братство међу народима, за укидање или смањење сталних армија и за одржавање и промоцију мировних конгреса“  и да је део Нобеловог новца требало да буде дониран овој награди. Нобелова фондација управља имовином.  Остале Нобелове награде требало је да додељују шведска тела (Шведска академија, Краљевска шведска академија наука, Каролинска институт) која су већ постојала, док је одговорност за награду за мир била дата Норвешком парламенту,  конкретно „комитету пет лица која се бирају“ њиме.  Морало се створити ново тело — Норвешки Нобелов комитет.
Фредрик Хефермел, правник по занимању, је приметио да се не може нужно очекивати од законодавног тела да се бави судским задатком као што је управљање законском вољом. Задатак парламента је да креира и мења законе, док се воља не може променити осим ако су просторије јасно застареле. Међутим, о овом питању се није дубље расправљало, из савременог страха да би донирани новац могао бити изгубљен у правним биткама ако тело не буде ускоро створено.  Норвешки парламент је 26. априла 1897. прихватио задатак, а 5. августа исте године формализовао је процес избора и радног времена за чланове одбора.  Прва награда за мир додељена је 1901. Анри Динану и Фредерику Пасију.  У почетку је одбор био попуњен активним посланицима, а годишњи извештаји су разматрани на скупштинским седницама. Ове везе са норвешким парламентом су касније ослабљене тако да је одбор постао независнији. Сходно томе, назив је промењен из Норвешки нобелов комитет у Нобелов комитет норвешког парламента (норв. Det norske Stortings Nobelkomité) 1901. године, али је промењен још 1977.  Сада активни посланици не могу да седе у одбору, осим ако нису експлицитно изјавили да намеравају да се повуку ускоро. 
Ипак, одбор се и даље састоји углавном од политичара. Предлог из 1903. да се изабере научник права (Ebbe Hertzberg) је одбијен.  Крајем 1948. године, изборни систем је промењен како би одбор био пропорционалнији са парламентарном заступљеношћу норвешких политичких партија. Норвешка лабуристичка партија, која је контролисала обичну већину места у норвешком парламенту, организовала је ову промену.  Ова пракса је зацементирана, али оштро критикована.  Било је предлога о укључивању ненорвешких чланова у комитет, али то се никада није догодило. 
Норвешки Нобелов комитет помаже Норвешки Нобелов институт који је основан 1904.  Комитет би могао да добије више од стотину номинација и тражи од Нобеловог института у фебруару сваке године да истражи двадесетак кандидата.  Директор Нобеловог института је такође секретар Норвешког Нобеловог комитета; тренутно ова позиција припада Олаву Њолстаду.

## Списак председавајућег
Списак председавајућих 
| - 1900–1901: Bernhard Getz - 1901–1922: Jørgen Løvland - 1922–1922: Hans Jacob Horst - 1922–1941: Fredrik Stang - 1941–1943: Gunnar Jahn - 1944–1945: види доле - 1945–1945: Carl Joachim Hambro - 1945–1966: Gunnar Jahn - 1967–1967: Nils Langhelle - 1967–1967: Bernt Ingvaldsen | - 1968–1978: Aase Lionæs - 1979–1981: John Sanness - 1982–1989: Egil Aarvik - 1990–1990: Gidske Anderson - 1991–1999: Francis Sejersted - 2000–2002: Gunnar Berge - 2003–2008: Ole Danbolt Mjøs - 2009–2015: Thorbjørn Jagland - 2015–2017: Kaci Kullmann Five - 2017–сада: Berit Reiss-Andersen |

|  |

У јануару 1944. покушај квислиншке владе да преузме функције Нобеловог комитета довео је до оставке Јана и других чланова одбора. Шведски генерални конзулат у Ослу формално је преузео управљање имовином Фондације у Ослу у име Нобелове фондације. 

## Чланови
Чланови ажурирано: 2021. су: 
- Berit Reiss-Andersen (председавајућа, рођена 1954), адвокат и председник Норвешке адвокатске коморе, бивши државни секретар за министра правде и полиције (представник Лабуристичке партије). Члан Норвешког Нобеловог комитета од 2012, поново именована за период 2018–2023.
- Anne Enger (рођена 1949), бивша лидерка Партије центра и министарка културе. Именована за период 2018–2020, а поново именована за период 2021–2026.
- Asle Toje (рођен 1974), стручњак за спољну политику. Именован за период 2018–2023.
- Kristin Clemet, бивша чланица кабинета Конзервативне странке која је раније представљала Осло у норвешком парламенту. Именована за период 2021–2026.
- Jørgen Watne Frydnes, именован за период 2021–2026.

## Секретаријат
Комитету помаже Норвешки Нобелов институт, његов секретаријат. Руководилац института има титулу секретара. Секретар није члан комитета, већ је запослен у норвешком Нобеловом институту.
Списак секретара 
- 1901–1909: Кристијан Лоус Ланге
- 1910–1945: Ragnvald Moe
- 1946–1973: August Schou
- 1974–1977: Tim Greve
- 1978–1989: Jakob Sverdrup
- 1990–2015: Geir Lundestad
- 2015 – данас: Улав Њелстад